# Campeonato Mundial de Atletismo de 2019 - Salto com vara masculino
A competição do salto com vara masculino no Campeonato Mundial de Atletismo de 2019 foi realizada no Estádio Internacional Khalifa, em Doha, no Catar, entre os dias 28 de setembro e 1 de outubro.

## Recordes
Antes da competição, os recordes eram os seguintes: 
| Recorde mundial                               | Renaud Lavillenie (FRA)    | 6.16 | Donetsk, Ucrânia           | 5 de fevereiro de 2014  |
| Recorde do campeonato                         | Dmitri Markov (AUS)        | 6.05 | Edmonton, Canadá           | 29 de agosto de 2001    |
| Melhor marca do ano                           | Sam Kendricks (USA)        | 6.06 | Des Moines, Estados Unidos | 27 de julho de 2019     |
| Recorde africano                              | Okkert Brits (RSA)         | 6.03 | Colônia, Alemanha          | 18 de agosto de 1995    |
| Recorde asiático                              | Igor Potapovich (KAZ)      | 5.92 | Estocolmo, Suécia          | 19 de fevereiro de 1998 |
| Recorde da América do Norte, Central e Caribe | Sam Kendricks (USA)        | 6.06 | Des Moines, Estados Unidos | 27 de julho de 2019     |
| Recorde sul-americano                         | Thiago Braz da Silva (BRA) | 6.03 | Rio de Janeiro, Brasil     | 15 de agosto de 2016    |
| Recorde europeu                               | Renaud Lavillenie (FRA)    | 6.16 | Donetsk, Ucrânia           | 5 de fevereiro de 2014  |
| Recorde da Oceania                            | Steven Hooker (AUS)        | 6.06 | Boston, Estados Unidos     | 7 de fevereiro de 2009  |

## Medalhistas
| Ouro                | Prata                  | Bronze            |
| Sam Kendricks (USA) | Armand Duplantis (SWE) | Piotr Lisek (POL) |

## Tempo de qualificação
| Tempo de qualificação |
| --------------------- |
| 5.71 m                |

## Calendário
| Data                   | Horário | Fase         |
| ---------------------- | ------- | ------------ |
| 28 de setembro de 2019 | 17:30   | Qualificação |
| 1 de outubro de 2019   | 20:05   | Final        |

Todos os horários estão no horário local (UTC+3)

## Resultados

### Qualificação
Qualificação: 5,75 m (Q) ou as 12 melhores performances (q). 
| Pos. | Grupo | Atleta                  | Nacionalidade  | 5.30 | 5.45 | 5.60 | 5.70 | 5.75 | Marca | Notas |
| ---- | ----- | ----------------------- | -------------- | ---- | ---- | ---- | ---- | ---- | ----- | ----- |
| 1    | A     | Sam Kendricks           | Estados Unidos | o    | o    | o    | o    | o    | 5.75  | Q     |
| 1    | B     | Piotr Lisek             | Polónia        | –    | o    | o    | o    | o    | 5.75  | Q     |
| 3    | B     | Cole Walsh              | Estados Unidos | –    | xo   | xo   | xxo  | o    | 5.75  | Q     |
| 4    | A     | Thiago Braz             | Brasil         | –    | o    | o    | o    | xo   | 5.75  | Q     |
| 5    | A     | Claudio Stecchi         | Itália         | –    | –    | o    | xo   | xo   | 5.75  | Q     |
| 6    | A     | Huang Bokai             | China          | –    | o    | xxo  | xo   | xo   | 5.75  | Q,    |
| 7    | B     | Armand Duplantis        | Suécia         | –    | –    | o    | o    | xxo  | 5.75  | Q     |
| 8    | B     | Raphael Holzdeppe       | Alemanha       | –    | o    | xo   | xxo  | xxo  | 5.75  | Q     |
| 9    | A     | Valentin Lavillenie     | França         | –    | o    | o    | o    | xxx  | 5.70  | q     |
| 10   | B     | Augusto Dutra           | Brasil         | –    | o    | xo   | o    | xxx  | 5.70  | q     |
| 11   | A     | Ben Broeders            | Bélgica        | –    | xo   | xo   | o    | xxx  | 5.70  | q     |
| 11   | B     | Bo Kanda Lita Baehre    | Alemanha       | –    | o    | xxo  | o    | xxx  | 5.70  | q     |
| 13   | B     | Konstantinos Filippidis | Grécia         | o    | o    | o    | xxo  | xxx  | 5.70  |       |
| 13   | A     | Paweł Wojciechowski     | Polónia        | –    | o    | o    | xxo  | xxx  | 5.70  |       |
| 15   | A     | Emmanouil Karalis       | Grécia         | –    | o    | o    | xxx  | z !  | 5.60  |       |
| 15   | B     | Renaud Lavillenie       | França         | –    | –    | o    | xxx  | z !  | 5.60  |       |
| 15   | B     | KC Lightfoot            | Estados Unidos | o    | o    | o    | xxx  | z !  | 5.60  |       |
| 15   | B     | Ernest Obiena           | Filipinas      | –    | o    | o    | xxx  | z !  | 5.60  |       |
| 19   | B     | Robert Sobera           | Polónia        | o    | xxo  | o    | xxx  | z !  | 5.60  |       |
| 20   | B     | Seito Yamamoto          | Japão          | o    | xo   | xo   | xxx  | z !  | 5.60  |       |
| 21   | A     | Ding Bangchao           | China          | xo   | xo   | xxo  | xxx  | z !  | 5.60  |       |
| 22   | A     | Zach Bradford           | Estados Unidos | xxo  | xo   | xxo  | xxx  | z !  | 5.60  |       |
| 23   | A     | Torben Blech            | Alemanha       | o    | o    | xx-  | r    | z !  | 5.45  |       |
| 23   | B     | Rutger Koppelaar        | Países Baixos  | o    | o    | xxx  | z !  | z !  | 5.45  |       |
| 25   | A     | Jin Min-sub             | Coreia do Sul  | –    | xo   | –    | xxx  | z !  | 5.45  |       |
| 26   | B     | Alioune Sene            | França         | xxo  | xo   | xxx  | z !  | z !  | 5.45  |       |
| 27   | A     | Daichi Sawano           | Japão          | –    | xxo  | xxx  | z !  | z !  | 5.45  |       |
| 28   | A     | Masaki Ejima            | Japão          | xo   | xxo  | xxx  | z !  | z !  | 5.45  |       |
| 29   | B     | Sondre Guttormsen       | Noruega        | xo   | xxx  | z !  | z !  | z !  | 5.30  |       |
| 30 ! | B     | Yao Jie                 | China          | xxx  | z !  | z !  | z !  | z !  | NH}   |       |
| 30 ! | B     | Harry Coppell           | Grã-Bretanha   | z !  | z !  | z !  | z !  | z !  | DNS   |       |
| 30 ! | A     | Melker Svärd Jacobsson  | Suécia         | z !  | z !  | z !  | z !  | z !  | DNS   |       |
| 30 ! | A     | Menno Vloon             | Países Baixos  | z !  | z !  | z !  | z !  | z !  | DNS   |       |

### Final
A final ocorreu dia 1 de outubro às 20:06. 
| Pos.              | Atleta               | Nacionalidade  | 5.55 | 5.70 | 5.80 | 5.87 | 5.92 | 5.97 | 6.02 | Marca | Notas |
| ----------------- | -------------------- | -------------- | ---- | ---- | ---- | ---- | ---- | ---- | ---- | ----- | ----- |
| Medalha de ouro   | Sam Kendricks        | Estados Unidos | o    | o    | o    | xxo  | o    | xxo  | xx-  | 5.97  |       |
| Medalha de prata  | Armand Duplantis     | Suécia         | –    | o    | o    | xo   | xxo  | xxo  | xxx  | 5.97  |       |
| Medalha de bronze | Piotr Lisek          | Polónia        | o    | o    | o    | xo   | x-   | xx   | z !  | 5.87  |       |
| 4                 | Bo Kanda Lita Baehre | Alemanha       | o    | o    | xxx  | z !  | z !  | z !  | z !  | 5.70  |       |
| 5                 | Thiago Braz          | Brasil         | xo   | o    | xxx  | z !  | z !  | z !  | z !  | 5.70  |       |
| 6                 | Raphael Holzdeppe    | Alemanha       | o    | xo   | xxx  | z !  | z !  | z !  | z !  | 5.70  |       |
| 6                 | Valentin Lavillenie  | França         | o    | xo   | xxx  | z !  | z !  | z !  | z !  | 5.70  |       |
| 8                 | Claudio Stecchi      | Itália         | o    | xxo  | xxx  | z !  | z !  | z !  | z !  | 5.70  |       |
| 9                 | Huang Bokai          | China          | o    | xxx  | z !  | z !  | z !  | z !  | z !  | 5.55  |       |
| 10                | Augusto Dutra        | Brasil         | xo   | xxx  | z !  | z !  | z !  | z !  | z !  | 5.55  |       |
| 10                | Cole Walsh           | Estados Unidos | xo   | xxx  | z !  | z !  | z !  | z !  | z !  | 5.55  |       |
| 12                | Ben Broeders         | Bélgica        | xxo  | xxx  | z !  | z !  | z !  | z !  | z !  | 5.55  |       |

Legenda
| Recorde mundial       | Recorde mundial (World record)               |                       | Recorde africano                      | Recorde africano (African) |                                           | Q | Classificado por posição (Qualified) |
| Recorde do campeonato | Recorde do campeonato (Championship record)  | Recorde da América    | Recorde da América (Americas)         | q                          | Classificado por melhor tempo (Qualified) |   |                                      |
| Melhor marca do ano   | Melhor marca do ano (World leading)          | Recorde asiático      | Recorde asiático (Asian)              | DNS                        | Não largou (Did not start)                |   |                                      |
| Recorde nacional      | Recorde nacional (National record)           | Recorde europeu       | Recorde europeu (European)            | DNF                        | Não terminou (Did not finish)             |   |                                      |
| Recorde pessoal       | Recorde pessoal do atleta (Personal best)    | Recorde da Oceania    | Recorde da Oceania (Oceania)          | DSQ / DQ                   | Desclassificado (Disqualified)            |   |                                      |
| Recorde da temporada  | Recorde da temporada do atleta (Season best) | Recorde sul-americano | Recorde sul-americano (South America) | NM                         | Sem marca (No mark)                       |   |                                      |